# Fairlop
Fairlop is een gebied in het Londense bestuurlijke gebied Redbridge, in de regio Groot-Londen.